# Adam Kowalski (volley-ball)
Adam Kowalski  est un joueur polonais de volley-ball né le 16 septembre 1994 à Częstochowa. Il joue en libero. Pour la saison 2019/2020, dans l'équipe du Berlin Recycling Volleys.

## Palmarès

### Clubs
Supercoupe d'Allemagne :
- 2019[1]

Coupe d'Allemagne :
- 2020[2]